# Karolína Pavlína Windischgrätzová
Karolína Pavlína z Windisch-Grätze (německy Karolina Pauline zu Windisch-Grätz; 16. ledna 1871 Prešpurk (Bratislava) – 14. října 1937 Krowiarki) byla rakouská šlechtična, dáma Řádu hvězdového kříže.

## Život
Narodila se 16. ledna 1871 v Prešpurku jako Karolína Pavlína Eleonora Aurélie Marie princezna z Windisch-Grätze (Karolina Paulina Eleonora Aurelia Maria Prinzessin zu Windisch-Grätz), dcera rakousko-uherského generála prince Ludvíka Josefa z Windisch-Grätze a hraběnky Valerie Dessewffyové de Csernek et Tárkö.
23. října 1894 se ve Lvově provdala za hraběte Edgara Henckela z Donnersmarcku. Spolu s manželem vlastnila panství Krowiarki.
Hraběnka Karolína Pavlína von Henckel-Donnersmarck, rozená z Windisch-Grätze zemřela 14. října 1937 v Krowiarkách a byla pochována po boku svého manžela místním hřbitově.

## Rodina
Z manželství Edgara a Karolíny se narodilo šest dětí::
- Karel Maria Hugo Amand Alfred Emil Lazar (23. srpna 1895, Ketř – 26. ledna 1940, Hamm), 28. října 1919 se oženil s hraběnkou Marií Alicí Henckelovou z Donnersmarcku (23. července 1897, Kostelec nad Orlicí – 12. srpna 1971, Freiburg im Breisgau)
- Ludvík Maria Hugo Lazar (27. září 1896, Sárospatak – 16. srpna 1918, Laon), svobodný a bezdětný
- Františka Xavera Marie Sára Ludovika Vanda Pavlína Eleonora Antonie (30. září 1898, Ketř – 31. října 1985, Hemau, Horní Falc), svobodná a bezdětná
- Hans Maria Lazar Amand Antonín (23. prosince 1899, Ketř – 15. června 1993, São Paulo), 21. ledna 1939 se oženil s Annou Žofií z Ceisingu (3. března 1915, Biby, Södermanland, Švédsko – 23. prosince 1989 – São Paulo)
- Marie Valerie Vanda Laura Františka Pavlína Eleonora Antonie (22. srpna 1905, Ketř – 1986, São Paulo), 23. července 1925 se v Krowiarkách provdala za hraběte Aurela Dessewffy de Csernek et Tárkö (24. července 1903, Újszász – 28. listopadu 1975, Curitiba)
- Markéta (4. října 1908, Ketř – 3. ledna 1929, Brynek), svobodná a bezdětná

## Vývod z předků
| Praprarodiče                                   | hrabě Josef Mikuláš z Windisch-Grätze (1744–1802) ∞1781 kněžna Leopoldina z Arenbergu (1751–1812)                    | hrabě Josef Mikuláš z Windisch-Grätze (1744–1802) ∞1781 kněžna Leopoldina z Arenbergu (1751–1812)                    | kníže Josef II. ze Schwarzenbergu (1769–1833) ∞1794 kněžna Pavlína Karolína z Arenbergu (1774–1810)                  | kníže Josef II. ze Schwarzenbergu (1769–1833) ∞1794 kněžna Pavlína Karolína z Arenbergu (1774–1810)                  | ?? ∞ ?? | ?? ∞ ?? | markrabě ?? ∞ ?? | markrabě ?? ∞ ?? |
| Prarodiče                                      | hrabě Alfred Kandidus z Windisch-Grätze (1787–1862) ∞1817 kněžna Marie Eleonora ze Schwarzenbergu (1796–1848)        | hrabě Alfred Kandidus z Windisch-Grätze (1787–1862) ∞1817 kněžna Marie Eleonora ze Schwarzenbergu (1796–1848)        | hrabě Alfred Kandidus z Windisch-Grätze (1787–1862) ∞1817 kněžna Marie Eleonora ze Schwarzenbergu (1796–1848)        | hrabě Alfred Kandidus z Windisch-Grätze (1787–1862) ∞1817 kněžna Marie Eleonora ze Schwarzenbergu (1796–1848)        | ?? ∞ ?? | ?? ∞ ?? | ?? ∞ ?? | ?? ∞ ?? |
| Rodiče                                         | kníže Ludvík Josef z Windisch-Grätze (1830–1904) ∞1870 hraběnka Valerie Dessewffyová de Csernek et Tárkö (1843–1912) | kníže Ludvík Josef z Windisch-Grätze (1830–1904) ∞1870 hraběnka Valerie Dessewffyová de Csernek et Tárkö (1843–1912) | kníže Ludvík Josef z Windisch-Grätze (1830–1904) ∞1870 hraběnka Valerie Dessewffyová de Csernek et Tárkö (1843–1912) | kníže Ludvík Josef z Windisch-Grätze (1830–1904) ∞1870 hraběnka Valerie Dessewffyová de Csernek et Tárkö (1843–1912) | kníže Ludvík Josef z Windisch-Grätze (1830–1904) ∞1870 hraběnka Valerie Dessewffyová de Csernek et Tárkö (1843–1912) | kníže Ludvík Josef z Windisch-Grätze (1830–1904) ∞1870 hraběnka Valerie Dessewffyová de Csernek et Tárkö (1843–1912) | kníže Ludvík Josef z Windisch-Grätze (1830–1904) ∞1870 hraběnka Valerie Dessewffyová de Csernek et Tárkö (1843–1912) | kníže Ludvík Josef z Windisch-Grätze (1830–1904) ∞1870 hraběnka Valerie Dessewffyová de Csernek et Tárkö (1843–1912) |
| Karolína (1871-1937), kněžna z Windisch-Grätze | | | | | | | | |